# 圣加弥禄圣殿
41°54′25.27″N 12°29′39.86″E / 41.9070194°N 12.4944056°E
圣加弥禄圣殿（San Camillo de Lellis）是意大利罗马 的一座教堂，位于Via Sallustiana。供奉圣加弥禄。
该堂由教宗庇护十世所建，建筑师Tullio Passarelli，开始于1906年，Antonio Agliardi枢机为其奠基。1910年祝圣，交给由圣加弥禄创建的修会灵医会。1965年，教宗保禄六世将其升格为宗座圣殿 并成为枢机主教驻地。自2001年以来的枢机是若望·西普里亞尼。

## 建筑

### 外观
Passarelli的立面，采用伦巴第的新哥特风格，覆盖红色的石头，并带有石灰华装饰。在它前面是一个大楼梯。有三个门，每个门上都有一个半月楣，刻有浅浮雕。在中门上方，基督将圣加弥禄呈现给病人，两边是基督在孩子中间和赦免淫妇。两层之间装饰着四福音的象征。
毗邻教堂的是灵医会的住院。

### 内部
该堂为拉丁十字平面，有三个走道，中间用支撑拱门的支柱分隔开。祭台上的圣加弥禄雕像是 Alberto Galli在1911年制作的。侧面有一个专门供奉圣母的祭坛。